# Черкесов, Леонид Васильевич
Леонид Васильевич Черкесов (англ. Леонід Васильович Черкесов; 22 марта 1933, Сталино — 14 сентября 2016, Севастополь) — советский, украинский и российский учёный-геофизик; доктор физико-математических наук, профессор; член-корреспондент Академии наук Украинской ССР (1979, по специальности «геология и геофизика», ныне Национальная академия наук Украины), действительный член Крымской академии наук (1994).
Автор более 500 научных работ, опубликованных в отечественных и зарубежных изданиях, в том числе 17 монографий. Основатель научной школы по волновым исследованиям.

## Биография
Родился 22 марта 1933 года в Донецке в семье Василия Никитовича Шеремета и его жены — Елены Ивановны Черкесовой, которая работала учительницей начальных классов.

### Образование
В 1950 году окончил 7-ю железнодорожную школу в городе Батайске Ростовской области, после чего поступил в Ростовский государственный университет на физико-математический факультета, который с отличием окончил в 1955 году по специальности «Механика».
В 1959 году защитил кандидатскую диссертацию на тему «Теория волн, образуемых волнопродукторами». В 1969 году в Институте океанологии им. П. П. Ширшова Академии наук СССР защитил докторскую диссертацию на тему «Исследование неустановившихся волновых движений жидкости».

### Деятельность
По окончании университета, по распределению, в 1955—1956 годах работал ассистентом кафедры физики в Белорусском институте инженеров железнодорожного транспорта в Гомеле. С 1956 по 1959 год учился в очной аспирантуре Морского гидрофизического института Академии наук СССР.
После окончания аспирантуры и защиты кандидатской диссертации, в период с 1961 по 1968 год работал старшим научным сотрудником в лаборатории математической физики Института математики Академии наук Белорусской ССР в Минске.
В 1968 году Леонид Васильевич переехал в Севастополь. В 1968—1970 годах — старший научный сотрудник Морского гидрофизического института Академии наук Украинской ССР (ныне Морской гидрофизический институт РАН) в Севастополе: с 1970 года — заведующий научным отделом института.
В 1976—1990 годах Л. В. Черкесов — научный руководитель межведомственного проекта «Волна», координатор исследования морских волн всех научных учреждений СССР. В 1980—1993 годах — профессор, заведующий Севастопольским филиалом кафедры геофизики Симферопольского государственного университета
им. М. В. Фрунзе при Морском гидрофизическом институте АН Украинской ССР (НАН Украины). Под его научным руководством защищено 19 кандидатских диссертаций, а пять учеников ученого стали докторами физико-математических наук.
Также занимался общественной деятельностью — был членом Комиссии по цунами Межведомственного совета по сейсмологии и сейсмостойкого строительству при Президиуме Академии наук СССР, членом Межведомственного совета по гидромеханике при Президиуме Академии наук УССР, заместителем главного редактора научного издания «Морской гидрофизический журнал», принимал участие в работе Севастопольской городской организации общества «Знание».
Умер 14 сентября 2016 года в Севастополе.
В марте 2018 года в библиотеке Морского гидрофизического института состоялось открытие выставки, посвященной 85-летию Леонида Васильевича Черкесова.

## Заслуги
- Награждён орденом «Знак Почёта», юбилейной медалью «За доблестный труд. В ознаменование 100-летия со дня рождения Владимира Ильича Ленина», медалью «Ветеран труда», памятной медалью «80 лет Национальной академии наук Украины».[2]
- Удостоен Почетного звания «Заслуженный деятель науки и техники Украины» (2008).
- Лауреат Государственной премии Украины в области науки и техники (2013, в составе коллектива, за цикл научных работ «Закономерности волно-вихревых процессов в сплошной среде».[7]